# شيمون بيتون
شيمون بيتون (بالعبرية: שמעון ביטון‏) هو لاعب كرة قدم إسرائيلي في مركز ظهير ‏، ولد في 27 يونيو 1967 في بئر السبع في إسرائيل. شارك مع منتخب إسرائيل لكرة القدم. أما مع النوادي، فقد لعب مع بيتار القدس ونادي هبوعيل بئر السبع.

## وصلات خارجية
- شيمون بيتون على موقع قاعدة بيانات كرة القدم.إي يو (الإنجليزية)
- شيمون بيتون على موقع ناشيونال فوتبول تيمز (الإنجليزية)